# Qaradeniz Production
Qaradeniz Production («Кара Деніз Продакшн») - кримська багатопрофільна компанія, яка займається аудіовізуальним контентом, виробництвом кінофільмів і концертною діяльністю, переважно для кримськотатарської аудиторії. Зняла перший в історії кримськотатарського народу фільм-казку «Hidir dede» («Хидир Деде»).

## Історія створення
Qaradeniz Production заснували колишні керівники кримськотатарської телекомпанії ATR, а саме Ельзара Іслямова і Ліля Буджурова. У 2015 році компанія вимушено припинила мовлення в Криму, не пройшовши перереєстрацію у Федеральній службі з нагляду у сфері зв'язків, інформаційних технологій і масових комунікацій. Нова компанія запропонувала послуги професійного відеознімання і займається випуском відеопродукції.

## Діяльність
Наприкінці 2015 року Qaradeniz Production зняла на замовлення фонду розвитку «Зеккіе» документальний фільм «Хто такі кримські татари?», у фільмі йдеться про походження, історію та культуру кримськотатарського народу. 
Одна з відеоробіт компанії під назвою «MY HOMELAND, OH MY CRIMEA» (режисер Длявер Дваджієв) у 2016 році зайняла перше місце на міжнародному конкурсі «Відкрита Євразія» в Лондоні. 
У березні 2016 року компанія провела в Сімферополі перший концерт гумористичного шоу «К'иримда яша» (в перекладі з кримськотатарської - «Живи у Криму»). Це шоу стало постійним - щорічно воно випускає новий сезон і гастролює по кримським містам. 
У квітні 2016 року компанія заснувала інтернет-портал Crimean Tatars , на якому публікуються відеосюжети про життя, історії та культурі кримськотатарського народу. Станом на 01 липня 2018 р. має понад 75 тис. підписників у соціальних мережах і на сайті. Щорічно випускається близько 2700 оригінальних відеоматеріалів. Середня кількість переглядів матеріалів на місяць - 1,4 млн. разів.
Восени 2016 року компанія провела перший відбірковий тур дитячого конкурсу талантів CANLI SES. Відтепер, конкурс проводиться щорічно і завершується великим гала-концертом в Сімферополі.
У 2018 році Qaradeniz Production випустила першу кримськотатарську кіноказку «Hidir dede» (режисер Длявєр Дваджієв). У картині зображується життя, побут, культура і традиції кримських татар 18 століття. Робота над фільмом йшла один рік. У масових сценах було залучено близько 500 осіб.
Компанія співпрацює з провідними артистами кримськотатарської естради. У грудні 2016 року зняли відео на кримськотатарську народну пісню «Ей, гузель Кирим», в якому були залучені ряд популярних виконавців народних пісень і фольклорних музикантів.
У червні 2017 року Qaradeniz Production випустила кліп на пісню «Байрак'» (автор Зорє Кадиєва), який присвятили до Дня кримськотатарського прапора 
Компанія також зняла кілька відео за участю кримськотатарської поетеси та журналістки Лілі Буджурової 
Компанія виступає співорганізатором щорічного дитячого конкурсу читців «Кобелек» , конкурсу авторських дитячих казок «Бір заманда бар екен» і флешмобу «Міллі байрак'», який присвятили до Дня кримськотатарського прапора.